# 怀州 (西夏)
怀州，西夏设置的州。治今宁夏回族自治区银川市东南黄河西，疑在今永宁县东北或银川市兴庆区掌政镇南。
北宋初年为灵州河外之临河镇，隶属于灵州。宋真宗咸平四年（1001年）被李继迁占据。西夏升临河镇置怀州。怀州属县不详。蒙古帝国沿置，元朝废除怀州，并入宁夏府路。